# Dyschoriste oblongifolia
Dyschoriste oblongifolia là một loài thực vật có hoa trong họ Ô rô. Loài này được (Michx.) Kuntze mô tả khoa học đầu tiên năm 1891.